# Mürzsteger Alpen

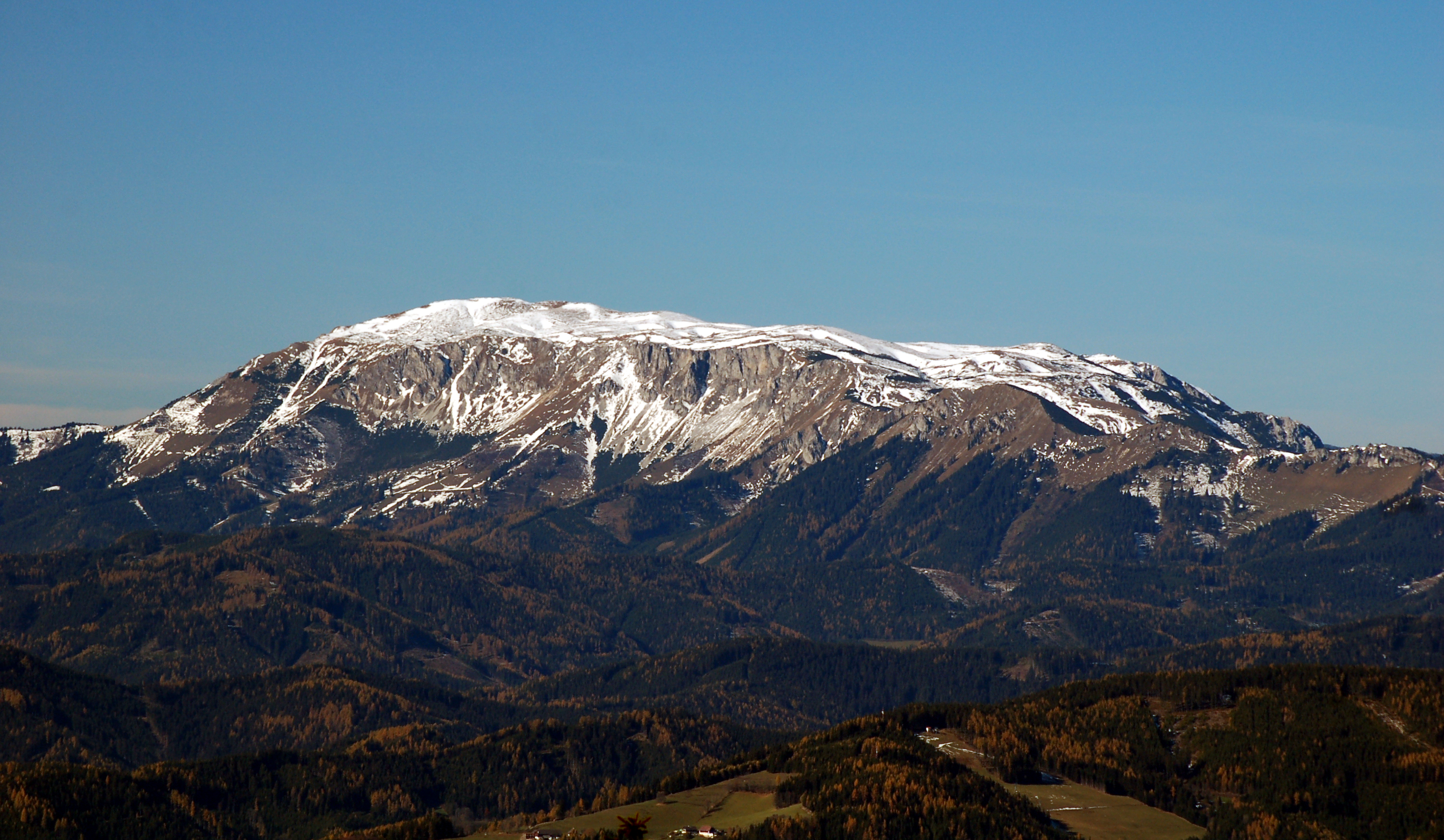
Hohe Veitsch

Mürzsteger Alpen – pasmo górskie w Północnych Alpach Wapiennych. Leży w Austrii, w krajach związkowych Styria i Dolna Austria. Najwyższym szczytem jest Hohe Veitsch, który osiąga 1981 m.
Pasmo graniczy z: Ybbstaler Alpen na północnym zachodzie, Türnitzer Alpen na północy, Gutensteiner Alpen na północnym wschodzie, Rax-Schneeberg-Gruppe na wschodzie, pasmem Randgebirge östlich der Mur na południowym wschodzie oraz z Hochschwabgruppe na zachodzie.
Najwyższe szczyty:
- Hohe Veitsch 1981 m
- Schneealpe 1903 m
- Schönhaltereck 1860 m
- Ameissbichl 1828 m
- Donnerwand 1799 m
- Göller 1766 m
- Rauschkogel 1720 m
- Tonion 1699 m
- Gippel 1699 m
- Hohes Waxenegg 1647 m
- Grosse Sonnleitstein 1639 m

Schroniska:
- Graf-Meran-Haus (1836 m)
- Schneealpenhaus (1788 m)
- Hinteralmhaus (1450 m)
- Kutatschhütte (1700 m)
- Lurgbauerhütte (1764 m)
- Michlbauerhütte (1744 m)
- Tonionhütte (1487 m)
- Kaarlhütte (1310 m)